# Calycella hispida
Calycella hispida is een hydroïdpoliep uit de familie Campanulinidae. De poliep komt uit het geslacht Calycella. Calycella hispida werd in 1896 voor het eerst wetenschappelijk beschreven door Nutting. 